# Saison 2015 des Rays de Tampa Bay
La saison 2015 des Rays de Tampa Bay est la 18e saison en Ligue majeure de baseball pour cette franchise.
En 2015, leur première campagne sous les ordres de Kevin Cash, les Rays gagnent trois parties de plus qu'en 2014 mais ratent les séries éliminatoires et remettent une fiche perdante pour une seconde année consécutive. C'est aussi la première fois qu'ils ont un bilan perdant deux saisons de suite depuis 2006-2007. Leurs 80 victoires et 82 défaites les classent 4e sur 5 clubs dans la division Est de la Ligue américaine. Durant la saison, le jeune droitier Chris Archer s'impose comme lanceur numéro un des Rays,,, le voltigeur de centre Kevin Kiermaier s'établit comme l'un des meilleurs joueurs défensifs des majeures et Brad Boxberger mène la Ligue américaine pour les sauvetages.

## Contexte
La saison 2014 est la première perdante depuis 2007 pour les Rays. Un club décimé par les blessures, particulièrement en début d'année, encaisse 14 revers de plus que l'année précédente et termine avec une fiche de 77 victoires et 85 défaites, au 4e rang sur 5 équipes dans la division Est de la Ligue américaine.

## Intersaison
Avant même la fin des séries éliminatoires de 2014, une ère de changement se dessine chez les Rays, puisque les départs d'Andrew Friedman et Joe Maddon sont annoncés coup sur coup en octobre. Le premier, nommé directeur-gérant en 2005 à l'âge de 28 ans, fut l'architecte des succès d'une franchise médiocre à ses 10 premières années d'existence et compétitive saison après saison depuis 2008. Friedman devient président des opérations baseball chez les Dodgers de Los Angeles le 14 octobre 2014. Dix jours plus tard, Maddon, engagé par Friedman quelques jours seulement après l'entrée en fonctions de celui-ci chez les Rays, quitte le poste de gérant qu'il occupait depuis 9 ans. Kevin Cash est le 5 décembre 2014 nommé gérant des Rays, devenant la 5e personne à occuper ce poste dans l'histoire du club.
Le nouveau directeur-gérant des Rays, Matthew Silverman, procède à de nombreuses transactions durant l'hiver menant à la saison 2015.
Le 5 novembre 2014, le lanceur de relève gaucher Cesar Ramos est cédé aux Angels de Los Angeles en échange du lanceur droitier des ligues mineures Mark Sappington.
Le 14 novembre 2014, le lanceur partant droitier Jeremy Hellickson est échangé aux Diamondbacks de l'Arizona contre deux joueurs d'avenir, le voltigeur Justin Williams et l'arrêt-court Andrew Velazquez.
Le 20 novembre 2014, le releveur droitier Joel Peralta et le lanceur gaucher des ligues mineures Adam Liberatore sont transférés aux Dodgers de Los Angeles pour les lanceurs droitiers José Dominguez et Greg Harris.
Le 24 novembre 2014, les Rays libèrent le vétéran receveur José Molina.
Le lanceur de relève droitier Ernesto Frieri, agent libre après une difficile saison 2014 partagée entre les Angels et les Pirates, signe le 24 novembre 2014 un contrat d'un an avec Tampa Bay.
Le 1er décembre 2014, les Rays échangent le joueur d'utilité Sean Rodriguez aux Pirates de Pittsburgh contre le lanceur droitier des ligues mineures Buddy Borden.
Le 16 décembre 2014, le voltigeur Matt Joyce est transféré des Rays aux Angels de Los Angeles en échange du lanceur de relève droitier Kevin Jepsen.
Le 19 décembre 2014 survient l'une des transactions majeures de l'intersaison lorsque les Rays échangent le jeune voltigeur Wil Myers, nommé en 2013 recrue de l'année de la Ligue américaine. Celui-ci passe aux Padres de San Diego avec le receveur Ryan Hanigan, le lanceur droitier Gerardo Reyes et le lanceur gaucher José Castillo. En retour, San Diego expédie à Tampa le receveur Rene Rivera, le premier but Jake Bauers et le lanceur droitier Burch Smith. Un troisième club, les Nationals de Washington est aussi impliqué dans cette transaction et cède deux joueurs aux Rays : le voltigeur Steven Souza et le lanceur gaucher Travis Ott.
Le 10 janvier 2015, les Rays mettent sous contrat le joueur d'arrêt-court Asdrúbal Cabrera, ancien des Indians de Cleveland échangé à Washington en cours d'année 2014 avant de devenir agent libre. Il est engagé pour une saison à 7,5 millions de dollars. Le même jour, un des plus anciens joueurs des Rays quitte Tampa Bay lorsque le club transfère le joueur d'utilité Ben Zobrist aux A's d'Oakland en compagnie de l'arrêt-court Yunel Escobar, pour obtenir en échange le receveur John Jaso, le voltigeur des ligues mineures Boog Powell et l'arrêt-court des ligues mineures Daniel Robertson.

## Calendrier pré-saison
L'entraînement de printemps 2015 des Rays se déroule du 5 mars au 4 avril.

## Saison régulière
La saison régulière de 162 matchs des Rays débute le 6 avril par la visite des Orioles de Baltimore et se termine le 4 octobre suivant.

### Classement
| Ligue américaine division Est | V  | D  | %    | Diff. | Diff. (séries) |
| ----------------------------- | -- | -- | ---- | ----- | -------------- |
| Blue Jays de Toronto          | 93 | 69 | ,574 | -     | -              |
| Yankees de New York           | 87 | 75 | ,537 | 6     | +1             |
| Orioles de Baltimore          | 81 | 81 | ,500 | 12    | 5              |
| Rays de Tampa Bay             | 80 | 82 | ,494 | 13    | 6              |
| Red Sox de Boston             | 78 | 84 | ,481 | 15    | 8              |

## Affiliations en ligues mineures
| Niveau            | Équipe                    | Ligue                    |
| ----------------- | ------------------------- | ------------------------ |
| AAA               | Bulls de Durham           | Ligue internationale     |
| AA                | Biscuits de Montgomery    | Southern League          |
| A-Advanced        | Stone Crabs de Charlotte  | Florida State League     |
| A                 | Hot Rods de Bowling Green | Midwest League           |
| A (saison courte) | Hudson Valley Renegades   | New York - Penn League   |
| Ligue des recrues | Rays de Princeton         | Appalachian League       |
| Ligue des recrues | GCL Rays                  | Gulf Coast League        |
| Ligue des recrues | DSL Rays                  | Dominican Summer League  |
| Ligue des recrues | VSL Rays                  | Venezuelan Summer League |